# Judith Boy

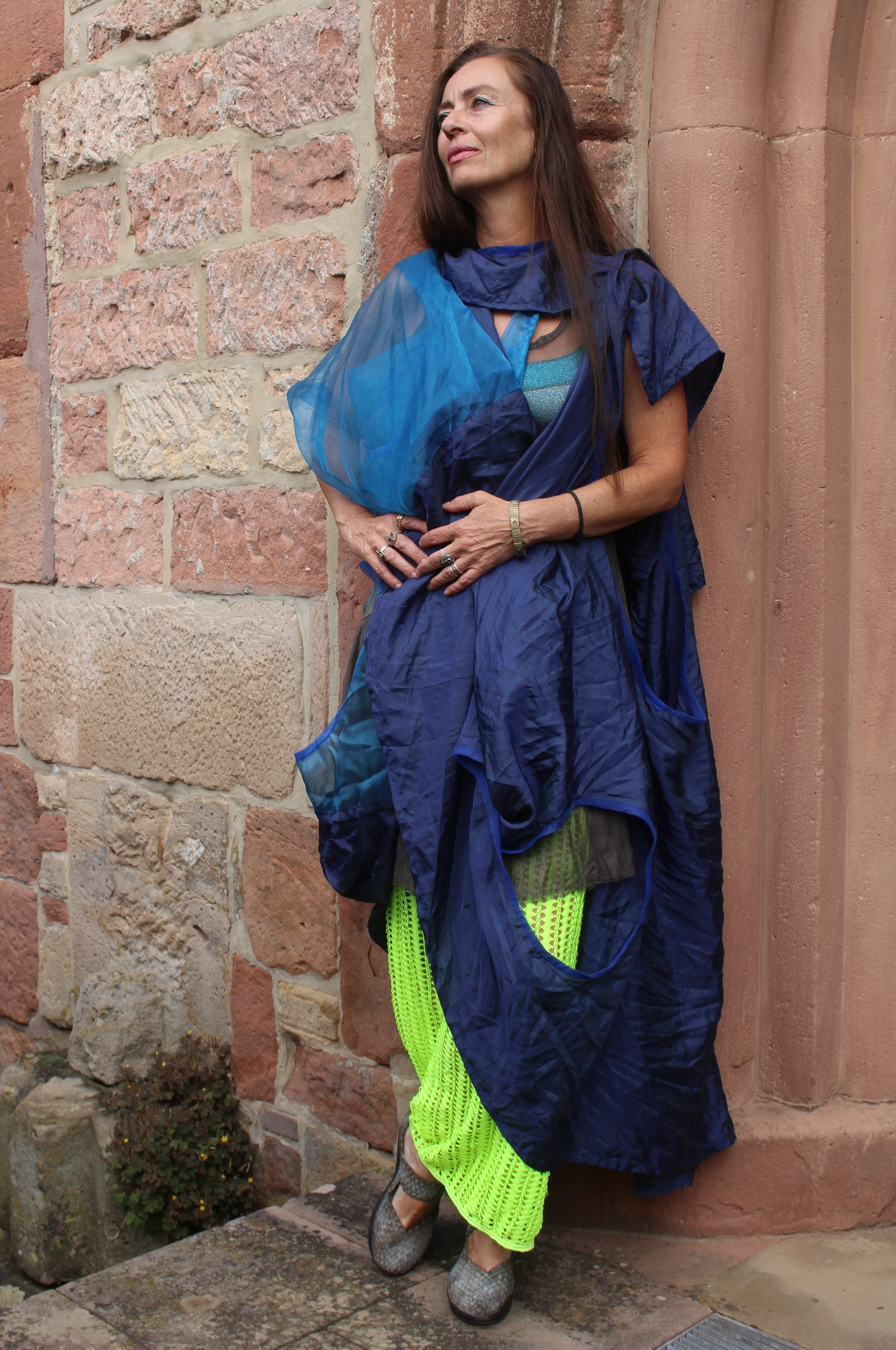
Judith Boy (2024)

Judith Boy (* 1969 in Pirmasens) ist eine deutsche bildende Künstlerin.

## Leben
Judith Boy absolvierte ihr Fachabitur in Kusel und machte eine Ausbildung zur Bekleidungsnäherin in Lauterecken. Daraufhin studierte sie an der FHS Trier Modedesign.
Die Schwerpunkte der Künstlerin liegen hauptsächlich in der Malerei, daneben Objektkunst und damit verbundene Performance. Sie beschäftigt sich mit mittelalterlichen Pflanzenfarben und Färbetechniken sowie Transformation verschiedenster Materialien zu einem Kunstprodukt. Die Nachhaltigkeit ist seit vielen Jahren ein wichtiges Element der Künstlerin.
Oft werden großformatige industrielle Folien verwendet, die Boy mit gemischten Pigmenten und Fundstücken aus der Natur verbindet. Besonders aus dem Meer werden Netze und vegetale Fasern gefischt, wobei spezielle Objekte und Malerei entstehen.
Seit 1997 ist Judith Boy als freie Künstlerin national wie international mit vielen Ausstellungen und Projekten tätig. Ein wichtiger Wirkungsort ist Sizilien, wo sie auch längere Zeit lebt. Seit 2020 erhielt sie mehrere Stipendien des Landes Rheinland-Pfalz. Eines davon ist das mit über 200 Kunstwerken umfangreiche Projekt "Die Vertreibung aus dem Paradies". Weitere bedeutende geförderte Projekte sind "Preziosen", worin es um Diversität und Integration der Völker geht, sowie "Sacro Fuoco", in der Sizilien mit seiner Magie und Problematik dargestellt wird.
Judith Boy arbeitet in Kunstprojekten und Programmen mit Kindern, Jugendlichen, aber auch mit kranken Menschen. Dafür entwickelte sie bestimmte Arbeitstechniken.
Im Februar 2025 gründete Boy in Kaiserslautern die GEDOK-Galerie Wiesbaden-Mainz im "K in Lautern".

## Mitgliedschaften
- IGBK Künstlerin
- VG Bild Kunst
- Kulturensemble Baden-Baden
- GEDOK Wiesbaden Mainz (2. Vorsitzende)[3]
- RegioniAMO Sicilia
- Gruppo AppeArte Prof. Grasso Milano/Venezia
- THE ART IS LIFE, Curato Alessandro Troia, Palermo
- Art-Work. Co. At
- ICA International Contemporary Art
- ITA International Textile Art
- Kulturensemble Baden-Baden
- Kunstverein Neustadt an der Weinstraße
- KunstRaum Westpfalz
- Badischer KV Karlsruhe
- Kunstportal Pfalz
- Kunstkreis Kusel

## Ausstellungen (Auswahl)

### Einzelausstellungen
- 2025
  - "Kunst im Angebot", "K in Lautern", Kaiserslautern
  - "Zehn biblische Plagen", 48h Neukölln / Kulturkirche Nikodemus, Berlin
- 2024
  - "Una Notte Siciliana", Schönenberg-Kübelberg und Fritz-Wunderlich-Halle Kusel[4]
  - "Il paradiso ritrovato", Catania (Sizilien)[5]
  - "Die Freiheit des Wassers", Unterhammer im Karlstal bei Trippstadt
  - Kunst im Grünen, Reipoltskirchen
  - "Inside Safari", Glantalklinikum Meisenheim
  - "7 Dimensionen", Rathaus Eppelheim-Heidelberg[6]
  - "Aufruhr im Paradies", Wiebelskirchen[7]
- 2023
  - "Futuring Around", Krümmer, Kaiserslautern[8]
  - "Wellenrausch", Galerie Bonì, Palermo
  - "...Lebensfaden" – Frau, Stiftskirche Neustadt an der Weinstraße[9]
  - "Abstrakte Weiten", Blaues Haus Otterberg[10]
- 2022
  - "Treasures In Between", Dahn[11]
  - "Talismane", Kusel
  - "Die zehn Plagen", Landau in der Pfalz
  - "Plagen im Paradies", Mannheim
  - "Eden Waters", Artelier 21, Rheinzabern[12]
  - "Encantado", Mon.Art, Pfalzbibliothek Kaiserslautern[13]
  - "Vertreibung aus dem Paradies", Geoskop Burg Lichtenberg[14]
  - "Vertreibung aus dem Paradies", Am WebEnd, Kaiserslautern[15]
  - La cacciata dal paradiso, Museo Civico Baldassarre di Termini Imerese, Palermo[16]
- 2021
  - "Essentials", Glan-Münchweiler[17]
  - „Sicilia blu“, Wachenheim an der Weinstraße[18]
  - Ausstellung in Mannheimer Markuskirche – Die zehn biblischen Plagen[19]
  - "Die Vertreibung aus dem Paradies", Kusel[20]
  - "Paradiso non perduto", Libreria del Mare, Palermo
  - La cacciata dal paradiso, Arabische Thermen von Cefalà Diana, Palermo[21]
- 2020
  - "Transforming Atlantis 2", Halit Art Berlin
- 2019
  - "Transforming Atlantis", Theodor-Zink-Museum, Kaiserslautern[22][23]

### Gruppenausstellungen
- 2025
  - "(Un)Fruchtbarkeit", GEDOK Wiesbaden-Mainz, "K in Lautern"
  - "Es lebe der Jungbrunnen", Museum für Kunst in Rockenhausen & Puricelli Salon Schloss Bad Kreuznach
  - "Südwest Open", mit dem Fotografen Cataldo Miserendino (Palermo), Fruchthalle Kaiserslautern
- 2024
  - Künstler ohne Scheuklappen, Montabaur[24]
  - Stadtatelier "K in Lautern", Kaiserslautern[25]
  - "Sacro Fuoco", Stadt- und Heimatmuseum Kusel, Edelhof Kirrweiler[26]
  - "Preziosen", Auswanderermuseum, Oberalben[27]
- 2023
  - "Altonale", Hamburg
  - "BIST 2023", Biennale Internazionale Sicily Trinacria, Palermo[28]
- 2022
  - "Mut zur Freiheit", Villa Böhm, Neustadt[29]
- 2021
  - Be**pArt, Atelier Montez, Rom
  - "Alles Stoff", Kunstzentrum Bosener Mühle
  - "Kunst Bleibt", Kaiserslautern
- 2020
  - BIAS Biennale des Arte contemporanea sacra e delle Religioni, Venedig, Palermo[30]

## Ankäufe
- "Schwarzwaldsirene", Bürgermeisteramt Bräunlingen 2011
- "Astratto MD", Raccorderie Palermo 2019
- "Frühling in Berlin", Galerie Salon Halit Art, Berlin 2019
- "Die ausserirdische Versuchung", Prot.Dekanat Kusel 2021
- "L'Immortelle", Oberkirchenrätin Rheinland-Pfalz Fr. Wagner 2023
- "Les Voyageurs dans le celeste", Auswanderer Museum Oberalben 2024
- "Trinacria", Stadt Kusel 2024

## Auszeichnungen/Förderungen
- Kultursommer Rheinland-Pfalz, Förderung ES LEBE DER JUNGBRUNNEN, 2025[31]
- Förderung Freie Szene Rheinland-Pfalz, PARADIES JETZT LEBEN, Ministerium für Familien, Frauen, Kultur und Integration, 2024
- Kultursommer Projektförderung SACRO FUOCO, 2023/24
- Bezirksverband Pfalz Förderung PREZIOSEN, 2023/24
- 3 Kunststipendien innerhalb "Im Fokus – 6 Punkte für die Kultur", 2020/21

## Werke / Ausstellungskataloge
- BIKUR, Zeitschrift für Bildkünstlerrechte Nr. 15, 2025. Mit einem Beitrag und 7 Abbildungen von Judith Boy (Seite 64 ff.): "Die bildende Künstlerin Judith Boy mit Ateliers in Deutschland und Italien".
- Les printemps, Malerei. Worms Verlag 2024, ISBN 978-3-910725-05-8.
- Il fiore di Palermo – Liberty, Palermo (Kollektiv) / RegioniAmo Sicilia.it. / Be**pArt Montez (Kollektive), Auszeichnungskatalog, Gio Montez, Rom 2023
- La Vetrina di Judith Boy – Transforming Paradise, Auszeichnungskatalog (Solo), Palermo / Panormitania di Margherita Musso.it 2021
- Ausstellungskatalog Arte Sono 2020, Stuttgart (Kollektiv) / arte-sono.de